# Pseudagapostemon amabilis
Pseudagapostemon amabilis là một loài Hymenoptera trong họ Halictidae. Loài này được Moure mô tả khoa học năm 1989.